# Chantraine
Chantraine – miejscowość i gmina we Francji, w regionie Grand Est, w departamencie Wogezy.
Według danych na rok 1990 gminę zamieszkiwały 2843 osoby, a gęstość zaludnienia wynosiła 459 osób/km² (wśród 2335 gmin Lotaryngii Chantraine plasuje się na 157. miejscu pod względem liczby ludności, natomiast pod względem powierzchni na miejscu 906.).